# III Sínodo de Santiago de Chile
El III Sínodo Diocesano de Santiago de Chile o Sínodo del obispo Salcedo fue una reunión convocada por el obispo de Santiago Mons. Francisco González de Salcedo el 25 de febrero de 1626 y celebrada durante el mes de abril del mismo año. Su aprobación para publicación fue realizada por Real Cédula del 9 de julio de 1630 de Felipe IV, sin embargo, su texto era desconocido hasta que en el año 1964 se publica su primera transcripción basado en el documento existente en el Archivo General de Indias, y que habría sido remitido al Rey de España el 20 de diciembre de 1626.